# Davor Zdravkovski
Davor Zdravkovski (mazedonisch Давор Здравковски; * 20. März 1998 in Skopje) ist ein nordmazedonischer Fußballspieler, der zuletzt beim FC Motherwell in der Scottish Premiership unter Vertrag stand. Er war langjähriger Jugendnationalspieler von Nordmazedonien.

## Karriere

### Verein
Der in Skopje geborene Zdravkovski spielte in seiner Jugend für den Hauptstadtverein Makedonija Skopje. Im August 2016 debütierte er für die erste Mannschaft in der ersten Liga in Nordmazedonien gegen Rabotnički Skopje als er in der Startelf stand. Im weiteren Verlauf der Saison 2016/17 war Zdravkovski Stammspieler im zentralen Mittelfeld des Vereins. Im Mai 2017 gelang ihm sein erstes Profitor bei einer 2:3-Heimniederlage im Gjorče Petrov Stadion gegen den KF Shkëndija. Als Tabellenletzter stieg der Verein am Ende der Spielzeit aus der Liga ab.
Im August 2017 verließ er Nordmazedonien, um sich dem zypriotischen Erstligisten AEL Limassol anzuschließen, bei dem er einen Vertrag über drei Jahre unterzeichnete. Zwei Monate später, am 26. Oktober 2017 gab er sein Debüt für seinen neuen Verein, als er im Ligaspiel gegen Olympiakos Nikosia für Leandro Silva eingewechselt wurde. Mit Limassol gewann er 2019 den Zyprischen Pokal im Finale gegen APOEL Nikosia.
Im Juli 2023 wechselte Zdravkovski zum schottischen Erstligisten FC Motherwell und unterschrieb einen Zweijahresvertrag. Sein Vertrag wurde nach zwei Jahren nicht verlängert.

### Nationalmannschaft
Davor Zdravkovski debütierte im Jahr 2013 für die U17-Nationalmannschaft von Nordmazedonien gegen Polen. Im Jahr 2014 führte er die Mannschaft dreimal als Kapitän in der U17-EM-Qualifikation auf das Spielfeld.
2016 kam er viermal in der U18 zum Einsatz und erzielte ein Tor gegen Tschechien. Bereits ein Jahr zuvor hatte Zdravkovski seinen ersten Einsatz in der U19 gefeiert. In zehn Partien gelang ihm ein Tor gegen Bosnien und Herzegowina. In drei Partien fungierte er als Kapitän.
Im Jahr 2018 verbuchte er einen Einsatz in der U20-Nationalmannschaft gegen Norwegen.
Bereits als 17-Jähriger gab Zdravkovski sein Debüt in der höchsten Juniorenaltersklasse der U21 im Jahr 2015. Ab 2018 kam er regelmäßig für die Mannschaft zum Einsatz und absolvierte bis 2020 insgesamt 24 Länderspiele, davon war er elfmal als Kapitän der Nordmazedonier aktiv.